# 2I/Borisov
2I/Borisov, tidigare C/2019 Q4 och gb00234, är en möjlig interstellär komet som upptäcktes på Margo-observatoriet vid Nautjnyj på Krim 30 augusti 2019 av den ryska amatörastronomen Gennadij Borisov och senare 2019 observerades nära Mars omloppsbana med Kanada-Frankrike-Hawaii-teleskopet på Hawaii av forskare vid Hawaii universitet. Den följde en bana som är kraftigt böjd mot solen och hade även en ovanligt hög fart, ca 150  000 km/h, vilket är ett starkt indicium för att den härstammar från utanför vårt solsystem, läs; från ett annat solsystem liknande vårt, där den bildats. Kometen, en blandning av is och stoft, befann sig under nästan ett års tid nära Mars omloppsbana. Den passerade mellan Mars och Jupiter för att senare lämna vårt solsystem och lär sannolikt aldrig återkomma hit. Astronomerna fick under tiden chansen att få fram mer information om dess egenskaper. De kommer att fortsätta observera kometen, försöka avgöra storlek och rotation, men framförallt identifiera dess bana. Den kom som närmast solen den 8 decembber 2019, då cirka 300 miljoner kilometer från jorden.
Första gången ett objekt från ett annat solsystem observerats i vårt solsystem var i oktober 2017. Denna komet eller asteroid beskrevs som "cigarrformad" och fick namnet Oumuamua.